# Leonora Christina Ulfeldt
Leonora Christina Ulfeldt (født 8. juli 1621, død 16. marts 1698) var datter af Christian 4. og Kirsten Munk. Hun var grevinde til Slesvig og Holsten.

## Ægteskab og børn
Hun blev 9. oktober 1636 som 15-årig gift med rigsgreve og rigshofmester Corfitz Ulfeldt, men kaldte sig aldrig Ulfeldt. Da forholdet mellem hendes forældre var uklart, måtte hun opfinde sin egen rolle: Da dronningen var død, før Leonora blev født, og der ikke var andre ledende damer ved hoffet i København, var det let for hende at tiltrække sig opmærksomhed, hun udfyldte så at sige den ledige rolle som landets førstedame.
Senere udtalte hun, at hun var kongens yndlingsdatter, men det har vi kun hendes eget ord for. Selv kaldte Christian IV Leonora Christinas søster, Anna Cathrine, for sin yndling, da hun var Os lig. Anna Cathrine døde ung i 1633, og Leonora overtog hendes plads. Vi ved dog, at Leonora Christina lignede sin far: Hun var begavet, havde kunstneriske anlæg for maling, tegning, musik og skriftlig udtryksform og havde let ved både at behage og lære. Hun arvede farens evner til at formulere sig på et præcist, rigt og billeddannende dansk. Foruden dansk mestrede hun også samtidens sprog for internationalt samkvem, fransk, tysk og latin. Under sine ophold i Pommern, Nederlandene, Frankrig og England lærte hun desuden italiensk, spansk og engelsk.
Hun blev til sit sjette år opdraget hos mormoderen Ellen Marsvin, siden af Karen Sehested hovedsagelig på Frederiksborg og blev som niårig trolovet med den 15 år ældre Corfitz Ulfeldt. De blev gift seks år senere. Parret boede først på Elmelunde eller Stegehus på Møn, som Corfitz Ulfeldt havde i forlening i 1636 og 1637. Hendes tilkommende familie var ikke rig, og der var mange børn, så alt måtte komme fra Leonora og hendes far.
Corfitz Ulfeldt var statholder i København fra 1637 og boede i en stor gård i Løvstræde, hvor Gråbrødretorv ligger i dag. Ulfeldt og Leonora Christina foretog to store rejser til Nederlandene og Frankrig 1646-47, de store ambassader.
Ægteskabet var lykkeligt og resulterede i mindst 15 børn fra 1638 til 1651. Fire drenge og tre piger blev voksne; kun fem var i live, da Leonora Christina slap ud af fangenskabet i Blåtårn i 1685:
- Christian (født 5.12.1637, død 29.7.1688 i Rom).
- Jacob (født 1638, død før 18.12.1642).
- Anne Cathrine (født 18.3.1639, død 27.5.1707 i Wien; trolovet 1647-51 med Kai Lycke; gift 3.5.1672 med Jan Wigilius Cassetta i Belgien).
- Franz (født ca. 1640, død før 18.12.1642).
- Ludvig (født 1641, død 1668 ved en minesprængning på Xanthi i Grækenland.
- Corfitz (født 1642, død 8.8.1688 i London).
- Ellen Christina (født okt. 1643, død 11.12.1677 i Brugge; hun blev prist for sin begavelse og lærdom).
- Leo (født 1644, død før sep. 1646).
- Leo "Belgicus" (født ca. 29.9.1646, død 1649).
- Leonora Sofie (født sep.-okt. 1647, død 15.8.1698, gift 1676 med Lave Jockumsøn Beck. Hun var berømt for sin skønhed).
- Otto (født 1648, død 1651).
- En datter ♀ (født 1649 i Haag, død som barn).
- Mogens [født 1650, død 1652].
- Leo (født 22.3.1651, død 11.4.1716, gift 28.6.1697 med Anna Maria Rudolfsdatter Zinzendorf (*25.4.1674, †30-31.7.1736)).
- Det sidst kendte, muligvis en pige (født okt.-nov. 1651, død som spæd).

## Christian 4.s død
Efter Christian 4.'s død brød Leonoras modsætningsforhold til halvbroderen Frederik 3. og dronning Sophie Amalie ud i lys lue, og hun flygtede med Corfitz Ulfeldt til Sverige i 1651 og opholdt sig i Stockholm 1652-54. Baggrunden for flugten var Corfitz' underslæb og salg af embeder samt en kompliceret sag med modsatrettede anklager om planlagt giftmord (Dina-sagen). Leonora havde besøgt Nederlandene og Frankrig og var en international berømthed. Dronningen af Frankrig havde hun mødt som sin ligemand på trods af, at hun kun var adelig. Hun ønskede ikke at give plads for den nye dronning, Sophie Amalie, og Corfitz ville nødigt afgive sin lukrative stilling, fordi en ny konge havde besteget tronen. Misforholdet gav sig udtryk i chikane, som da Ulfeldterne fjernede byens udsmykning inden Sophie Amalies indtog som dronning. Vigtigere var det, at Ulfeldts position såede tvivl om det nye kongepars politiske kurs. For at undgå en retssag om underslæb flygtede de til Sverige, hvor Leonora mødte dronning Kristina og lærte at gå i mandsdragt.
Parret boede 1655-57 på slottet Barth i Pommern. Leonora Christina rejste i 1656 til Danmark for at søge udsoning med Frederik 3., men blev standset i Korsør og udvist.
Derpå fulgte hun med Corfitz Ulfeldt, da han sluttede sig til svenskerne og med dem rykkede ind i Danmark i 1657. Hun måtte overtage Ulfeldts forsvar, da han i 1659 for en svensk kommissionsdomstol anklagedes for forræderi og var for syg til selv at forsvare sig. Begge blev arresteret af Frederik 3. i København i 1660 og holdt fængslet i 17 måneder på Hammershus på Bornholm, hvorfra de på dramatisk vis forsøgte at flygte på grund af guvernøren og lensmand på Hammershus, Adolph Fuchs' mishandling. De blev løsladt i 1661 mod at give afkald på en række fordringer (Ulfeldt var en af kongens store långivere) og størsteparten af deres ejendomme. Leonoras arv efter hendes mor og mormor blev ikke rørt. Familien flyttede til Ellensborg (nu Holckenhavn) på Fyn og fulgte med Corfitz Ulfeldt på kurrejse til Nederlandene i 1662. Derfra rejste Leonora Christina i 1663 til London for at inddrive et gammelt tilgodehavende hos Karl 2., hvilket var mod aftalen med Frederik 3.

## Fangenskab
Frederik 3. forlangte hende udleveret som Ulfeldts medskyldige i højforræderi, hvorfor hun blev arresteret og sendt til København, hvor hun blev holdt fængslet i Blåtårn på Københavns Slot. Hun nægtede kendskab til Corfitz Ulfeldts landsskadelige handlinger, men blev uden rettergang eller dom holdt fanget i Blåtårn i næsten 22 år (1663-1685). Det var her, hun skrev sin franske selvbiografi. I 1673 begyndte hun sit Jammers Minde, en skildring af fængselslivet stilet til hendes børn. Manuskriptet så først offentlighedens lys i 1867 og skabte sensation. Det er ikke alene noget for perioden så sjældent som en fremragende selvbiografi, men en skarp og velskrevet skildring af menneskelig fornedrelse og sjælelig storhed.  Jammers Minde inspirerede maleren Kristian Zahrtmann til en serie på omkring 20 billeder fra hendes liv: Fra anholdelsen og indsættelsen i Blåtårn over hendes unge dage som kongedatter, til en bizart hævngerrig skildring af Sophie Amalies død.

## Sidste år i kloster
Da dronning Sophie Amalie døde i 1685, blev Leonora Christina løsladt, og efter kort tids ophold i Husum flyttede hun til Birgittinerordenens kloster i Maribo. Åbenbart forblev hun åndsfrisk til det sidste, for hun arbejdede energisk for at få familiens inddragne ejendomme i Sverige tilbage, og afholdt fastelavnsløjer i klostret året før sin død.  Leonora Christina Ulfeldt blev begravet i krypten i klosterkirken (den nuværende Maribo Domkirke), hvor hendes gravsten stadig kan ses; men hendes lig blev kort tid efter fjernet fra gravstedet,  antagelig af nogle af hendes sønner, og formentlig gravsat i Wien, hvor sønnen Leo  gjorde stor karriere og bl.a. blev feltmarskal og vicekonge i Catalonien.
Da man i 1829 åbnede hendes grav i vestenden af Maribo klosters nordre gang, fandt man kun tre barnelig og et lille guldsmykke. På gravstenen står der: "Dette begravelsessted tilhører hendes højbårne nåde, grevinde Leonora Christina, hvorhelst trende af hendes sønner ere nedsatte, og selv hviler hun her siden 6. april anno 1698, da hun havde levet 76 år 8 måneder og 8 dage." 
I 1935 blev der rejst en mindesten over hende ved domkirkens vestgavl med et vers, hun forfattede under opholdet i Maribo:
Ey noget synnis tungt
for Ecte kierlighed
trofasthed er den dyd
man ej for blues Wed 

## Kristian Zahrtmann
Den bornholmske maler Kristian Zahrtmann var meget optaget af Leonora Christina. I 1871 malede han det første af sine Leonora Christina-billeder Slotsfogden skæmter med Kvinderne i den nylig fængslede Kongedatters Kammer på Blaataarn. Det fulgtes af cirka 20 betydelige værker med motiver fra Leonora Christinas dramatiske liv bygget på hendes selvbiografi Jammers Minde. Fra sin ungdom havde han følt varmt for Leonora Christina. Nu blev han både hendes forherliger og hendes hævner. I 1873 kom Leonora Christina forlader Fængselet, og han fordybede sig i hendes personlighed og karakter og kæmpede for at få samtiden til at se andet i hende end en afskyelig landsforræder. Blandt de mange malerier er Leonora Christina i Fængselet (1875, Den Hirschsprungske Samling); hun ser, liggende på sit leje, rotterne æde af det brændende lys; Corfits Ulfeldt og Leonora Christina, Leonora Christina på Maribo Kloster (1883; Kunstmuseet), Leonora Christina undersøges af Sophie Amalies Tjenerinder (1888, Den Hirschsprungske Samling) og det grufulde og hævngerrige Dronning Sophie Amalies Død (1882 Den Hirschsprungske Samling).

## Galleri
- Leonora Christina i fængsel. Den Hirschsprungske Samling.
- Leonora Christina i Blåtårn. Kvinde laver sig et øllebrød, 1896, Bornholms Kunstmuseum.
- Leonora Christina Ulfeldt malet i 1647.
- Kristian Zahrtmanns maleri Leonora Christinas død, 1901, 108 x 112 cm.
- Leonora Christina i Frederiksborg slotshave. Den Hirschsprungske Samling.

## Anetavle
| P                                  | I                 | II                            | III                                           |
| ---------------------------------- | ----------------- | ----------------------------- | --------------------------------------------- |
| Proband: Leonora Christina Ulfeldt | Far: Christian 4. | Farfar: Frederik 2.           | Farfars far: Christian 3.                     |
| Proband: Leonora Christina Ulfeldt | Far: Christian 4. | Farfar: Frederik 2.           | Farfars mor: Dorothea af Sachsen-Lauenburg    |
| Proband: Leonora Christina Ulfeldt | Far: Christian 4. | Farmor: Sophie af Mecklenburg | Farmors far: Ulrik 3. af Mecklenburg-Güstrow  |
| Proband: Leonora Christina Ulfeldt | Far: Christian 4. | Farmor: Sophie af Mecklenburg | Farmors mor: Elisabeth af Danmark (1524-1586) |
| Proband: Leonora Christina Ulfeldt | Mor: Kirsten Munk | Morfar: Ludvig Munk           | Morfars far: Ludvig Munk (den ældre)          |
| Proband: Leonora Christina Ulfeldt | Mor: Kirsten Munk | Morfar: Ludvig Munk           | Morfars mor: Kirstine Lykke                   |
| Proband: Leonora Christina Ulfeldt | Mor: Kirsten Munk | Mormor: Ellen Marsvin         | Mormors far: Jørgen Marsvin                   |
| Proband: Leonora Christina Ulfeldt | Mor: Kirsten Munk | Mormor: Ellen Marsvin         | Mormors mor: Karen Ottesdatter Gyldenstierne  |